# Ismaïl Sabri Paixà
Ismaïl Sabri Paixà (el Caire, 16 de febrer de 1854 - 16 de març de 1923) fou un poeta i polític egipci. Va estudiar a França, on va entrar en contacte amb la cultura francesa. A Egipte va obtenir la llicenciatura en dret i va exercir com a magistrat; fou governador d'Alexandria de 1896 a 1899 i després va ocupar un càrrec menor al govern fins a la seva mort. Va escriure poesia, amb tendència nacionalista, i va deixar un diwan, publicat al Caire el 1938.